# Anagapetus chandleri
Anagapetus chandleri är en nattsländeart som beskrevs av Ross 1951. Anagapetus chandleri ingår i släktet Anagapetus och familjen stenhusnattsländor. Inga underarter finns listade i Catalogue of Life.